# Cylindrotoma distinctissima
Cylindrotoma distinctissima (лат.) — вид двукрылых из семейства цилиндротомид.

## Описание
Комары длинной 10-15 мм. Окраска тела очень изменчива, основной цвет беловато-жёлтый или темно-оранжевый. Рострум короткий, жёлтый или коричневый с пучком волосков. Щупики пятичлениковые, последний членик в два раза длиннее предпоследнего. Окраска усиков варьирует от желтовато-коричневой до чёрной. Скапус (первый членик усиков) короткий, его длина равна ширине. Педицел (второй членик) короткий, форма его почти сферическая или каплевидная. Жгутик усика 14-члениковый. Членики жгутика покрыты густыми беловатыми щетинками (сенсиллами), особенно на верхней стороне. Грудь беловато-желтая или темно-оранжевая, с контрастными черными пятнами. Переднеспинка светлая посередине, темнее по бокам. Окраска среднеспинки изменчива, рисунок из пятен отличен у подвидовых форм. Щиток жёлтый, треугольный. Крылья прозрачные, с желтовато-коричневым или коричневым оттенком. Жилки коричневые или черные. Птеростигма коричневая или чёрная. Мембрана крыла с интерференционными узорами, видимыми на темном фоне. Края крыла достигают четыре ветви медиальной жилки. Брюшко от жёлтой (форма alpestris) до почти чёрной (форма japonica) окраски. К вершине окраска постепенно светлеет, без четкого рисунка или с узкой продольной линией посередине..

## Биология
Личинки фитофаги, питаются листьями различных цветковых растений, как двудольных так и однодольных.

## Распространение
Встречается по всей Северной Евразии от Западной Европы до Китая и Японии.